# Hunter (fleuve)
Pour les articles homonymes, voir Hunter.
Le Hunter est un des principaux fleuves de Nouvelle-Galles du Sud en Australie.

## Géographie
Il prend sa source dans la Liverpool Range dans la Barrington Tops State Conservation Area.
Puis il coule d'abord vers le sud-ouest puis vers le sud-est pour se jeter dans l'océan Pacifique à Newcastle, la deuxième plus grande ville de l'État et un de ses principaux ports (le port de Newcastle est installé dans l'estuaire du fleuve).
La vallée Hunter qui est drainée par le fleuve est l'une des principales zones agricoles de la région et permet un accès facile à l'intérieur du pays alors que presque partout ailleurs, il est barré par des chaines de montagnes.

## Affluents

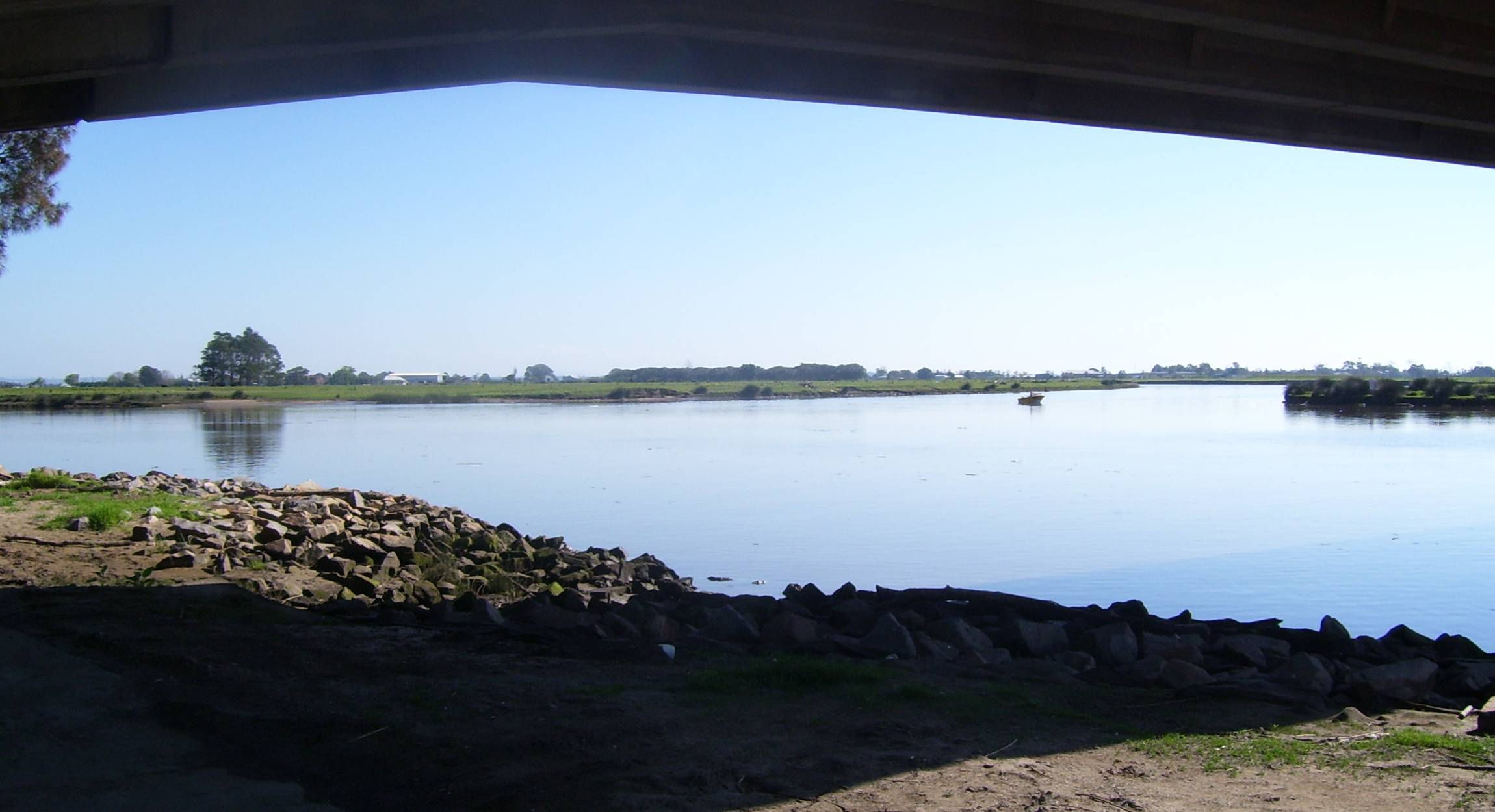
Confluence du Hunter et de la Williams River à Raymond Terrace.

Les affluents du Hunter sont les rivières Pages, Goulburn, Wollombi, Williams et Paterson River-Paterson.

## Histoire
Les propriétaires traditionnels de la région sont les aborigènes Wonnarua.
Le fleuve fut visité par les explorateurs européens dans les années 1790. En juin 1796, des pêcheurs qui cherchaient à trouver un abri à cause du mauvais temps trouvèrent du charbon et le premier nom du fleuve fut Coal River. En 1797 il fut officiellement baptisé Hunter, du nom du capitaine John Hunter, le gouverneur de l'État à l'époque.
Entre 1826 et 1836, les bagnards construisirent les 264 km de route qui relient Sydney à la région.
Le fleuve est sujet à de graves inondations qui font d'importants dégâts tout au long de son parcours et principalement dans des villes comme Maitland (notamment en 1955 et 2007).

## Aménagements et écologie
Pour limiter les dégâts provoqués par les inondations un barrage, le Glenbawn Dam a été construit près de Scone.
Dans le cadre de la convention de Ramsar (Convention relative aux zones humides), la partie encore intacte de l'estuaire ecombré par les installations portuaires, d'environ 85 km2, est désormais protégée sous le nom de Hunter Estuary Wetlands (zone humide de l'estuaire de la Hunter), couverte par de la mangrove, des vasières ou des bancs de sable. Les dépôts de charbon voisinent donc avec sarcelles, ibis, avocettes, courlis, bécasseaux et bécassines.

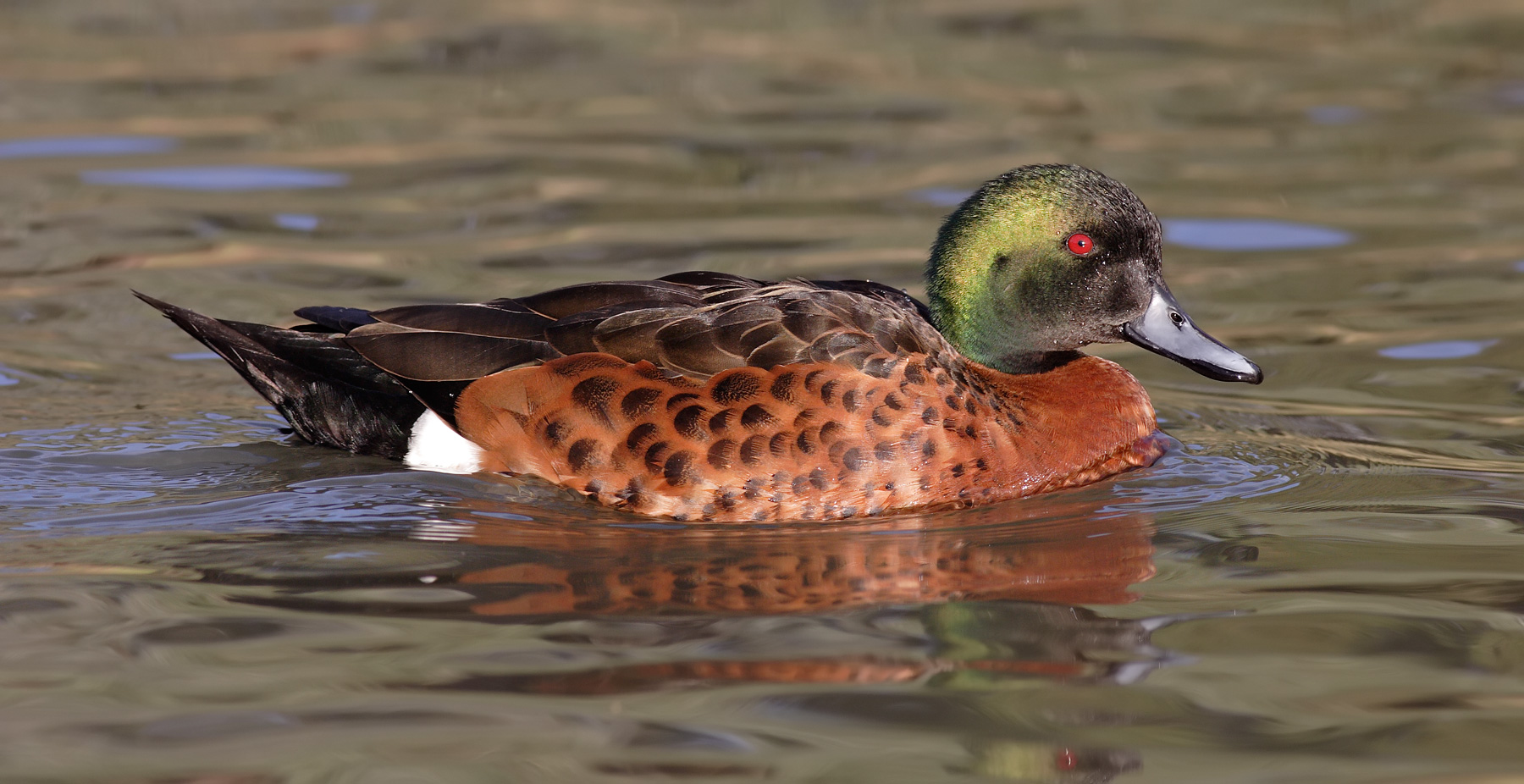
Sarcelle rousse ou sarcelle d'Australie
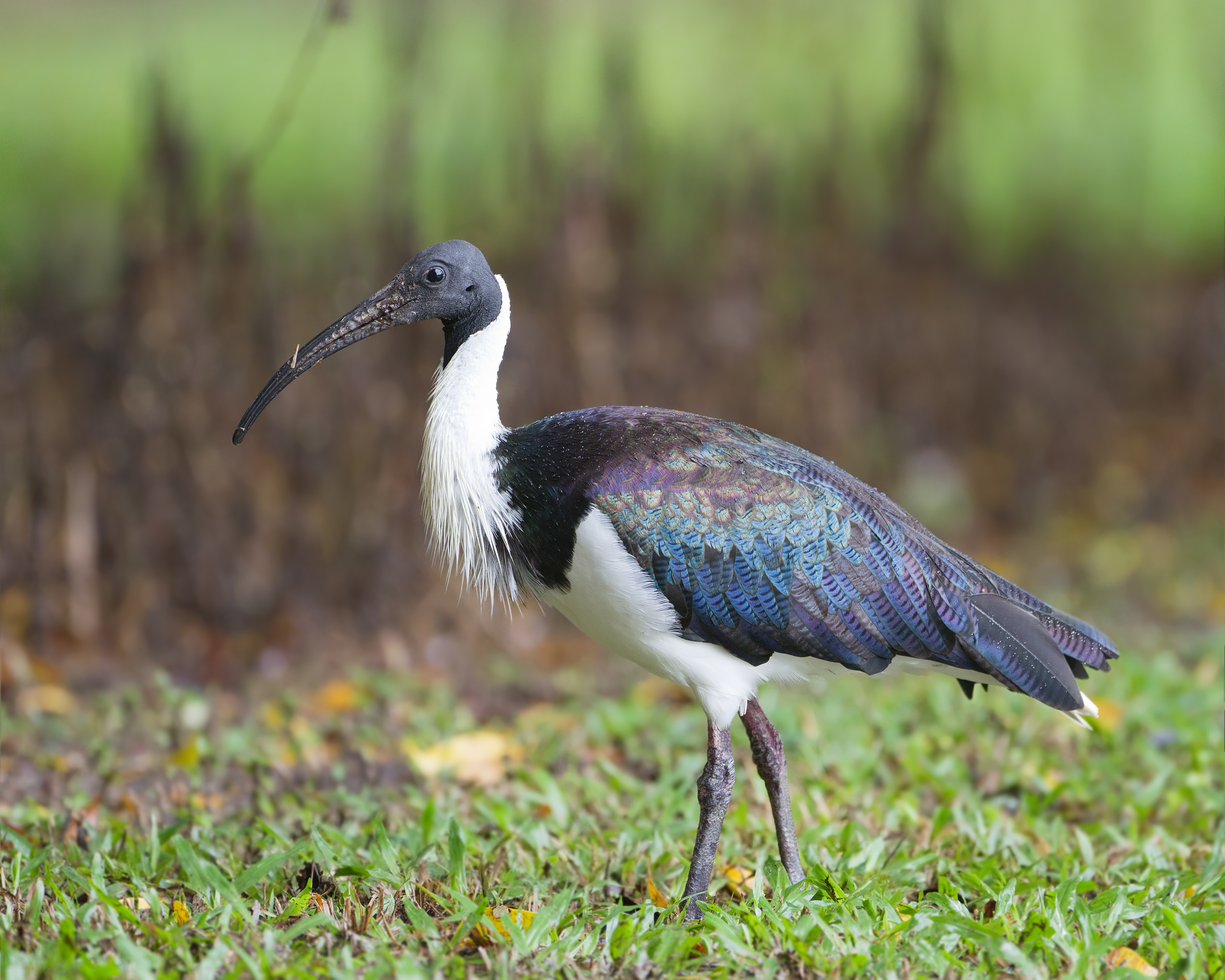
Ibis d'Australie
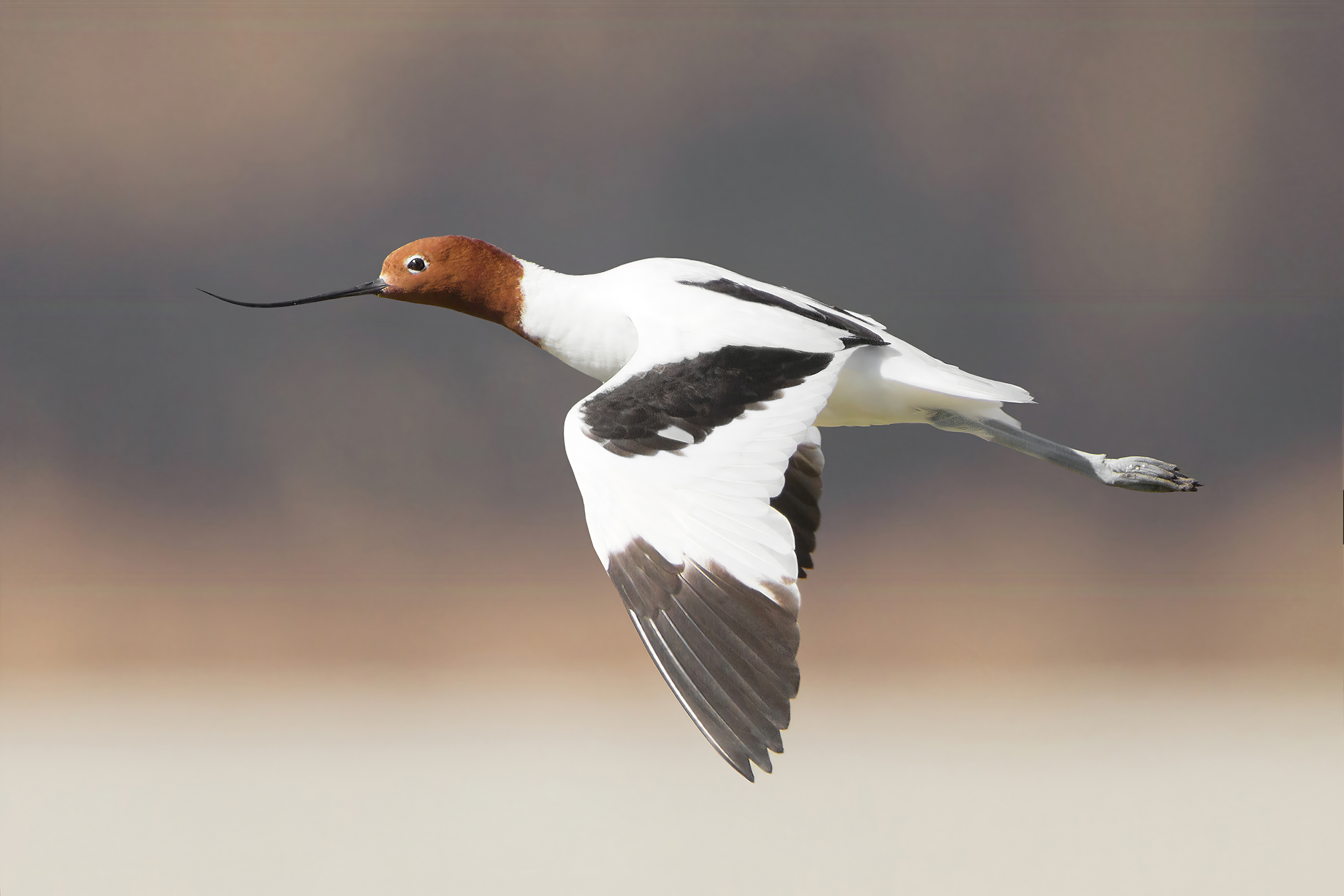
Avocette d'Australie
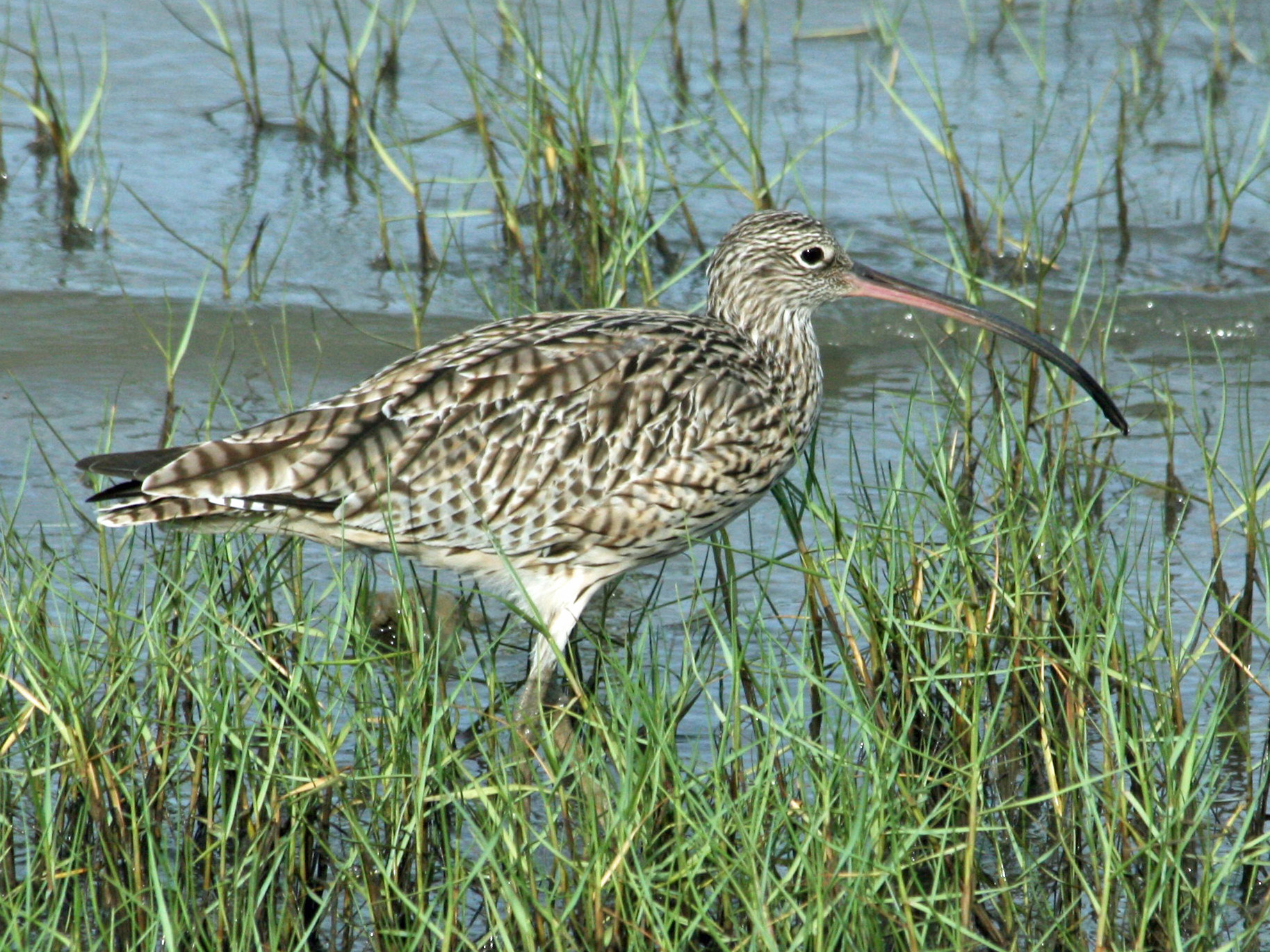
Courlis de Sibérie
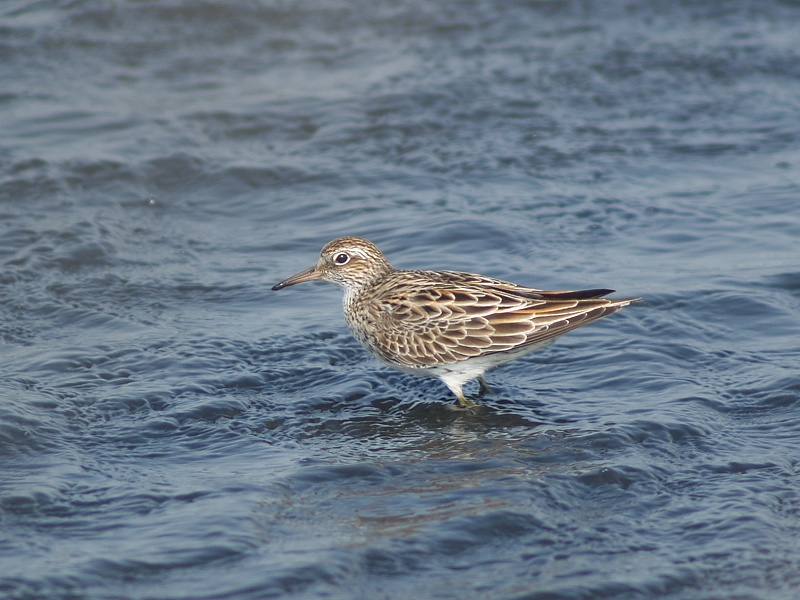
Bécasseau à queue pointue
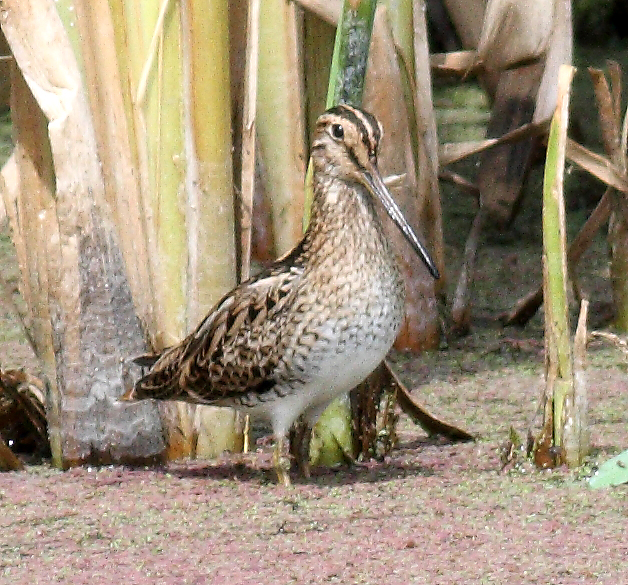
La bécassine du Japon (Latham's Snipe) migre chaque hiver en Australie.